# Lonchoptera stackelbergi
Lonchoptera stackelbergi är en tvåvingeart som först beskrevs av Leander Czerny 1934.  Lonchoptera stackelbergi ingår i släktet Lonchoptera och familjen spjutvingeflugor. Inga underarter finns listade i Catalogue of Life.